# Juan Gualberto Gómez
Juan Gualberto Gómez Ferrer, né le 12 juillet 1854 à Matanzas et mort à La Havane le 5 mars 1933, est un homme politique patriote, journaliste et chef des Afro-cubains, qui s'est fait remarquer par sa lutte pour l'indépendance de Cuba et son activité sous l'ère républicaine entre 1901 et 1933.

## Enfance et études
D'origine afro-américaine, il est né dans l'engenho[Comment ?] "Vellocino de Oro", propriété de Catalina Gómez. Ses parents, Fermín Gómez (Yeyé) et Serafina Ferrer (Fina) étaient esclaves, mais ils parvinrent à acheter la liberté de leur enfant avant sa naissance, en accord avec la loi de l'époque. Sa condition d'homme libre lui a permis d'apprendre à lire et à écrire.
En raison de ses facilités d'apprentissage, malgré le sacrifice économique que cela impliquait, ses parents l'envoyèrent étudier à La Havane.
En 1868 éclata la guerre des Dix Ans. Le jeune homme se trouvait spectateur dans le théâtre Villanueva, lorsque celui-ci a été attaqué par des groupes de réalistes. Le motif était que la recette de l’œuvre représentée allait au profit de groupes indépendantistes. La gravité des incidents et le climat de violence qui commençait à régner, ont décidé les parents de Juan Gualberto, soutenus économiquement par Catalina Gómez, de l'envoyer en France pour étudier le métier de constructeur automobile, un des rares métiers importants auxquels pouvaient aspirer les Afro-américains et mestizos durant la période coloniale.
L'année suivante, ses parents et Catalina Gómez lui rendirent visite à Paris. Le maître Binder jugea qu'étant données les capacités et l'intelligence de son apprenti, il serait recommandable faire un effort et de lui offrir une carrière professionnelle. Le garçon fut inscrit dans une école d'ingénieurs, la prestigieuse École Mungo.
En juillet 1870 éclata la guerre franco-allemande suivie du Siège de Paris, et de la Commune de Paris qui interrompirent temporairement ses plans d'études.
En juillet de 1872, Francisco Vicente Aguilera et le général Manuel de Quesada arrivèrent à Paris afin de collecter des fonds pour les indépendantistes cubains. Ayant besoin d'un traducteur, Juan Gualberto fut embauché, établissant ainsi son premier contact politique. Sa propre expérience en tant qu'Afro-américain et le soulèvement contre l'Empire espagnol à Cuba vont le conduire à s'impliquer politiquement dans l'indépendance de son pays.
À la difficile situation politique en France, il faut ajouter la difficile situation économique de Gualberto Gómez. En 1874, ses parents se trouvaient dans une mauvaise situation économique et lui dirent qu'ils ne pouvaient pas continuer à financer sa vie à Paris, et lui recommandèrent de rentrer à Cuba. Ne voulant pas rentrer, il chercha des emplois mal rémunérés dans des maisons de commerce, de reporter ou de correspondant.
En 1875, la Troisième République Française est proclamée et Juan Gualberto a suspendu ses études après avoir obtenu un poste de journaliste dans la revue Revue et Gazette des Théâtres, qui marque le début de sa carrière journalistique.
En 1878, il se trouvait au Mexique, où il rencontra l'abolitionniste cubain Nicolás de Azcárate, lorsqu'il appris la défaite des forces indépendantistes à Cuba et la fin de la guerre des Dix Ans avec la signature de la paix de Zanjón. Face à la nouvelle situation politique, de nombreux exilés revinrent à Cuba, et Juan Gualberto décida de rentrer également.

## Premiers pas politiques
À la fin de l'année 1878, Juan Gualberto retourna à La Havane, où il rencontra José Martí. Dès lors, une sympathie fondée sur des idéaux partagés forge leur amitié et unit leur action révolutionnaire. Il fonde le journal La Fraternité en 1879, dont la publication s'interrompt à la suite de sa déportation, en raison de sa sympathie et de ses liens avec les clubs révolutionnaires et les mouvements conspirationnistes de l'époque.

## Activité indépendantiste
Après on arrivée en Espagne après avoir été déporté, il profita de la scène européenne pour publier de nombreux articles dans divers journaux tels que L'Abolitionniste, La Tribune, Le Peuple, Le Progrès -organes des républicains espagnols- et d'autres quotidiens.
À son retour à Cuba en 1890 et pour le travail effectué, José Martí le nomme délégué aux préparatifs de la guerre. Il lui revenait de donner l'ordre du soulèvement armé le 24 février 1895. Peu de temps après, il fut à nouveau déporté et prisonnier à Ceuta. Mais la fin du colonialisme espagnol à Cuba était dicté par le patriotisme et la lutte armée des Cubains.

## Travail journalistique sous la République
Après que le 20 mai 1901 Cuba fut proclamée une République, il combattit sous le pseudonyme "G" l'Amendement Platt de Tomás Estrada Palma, premier président de la République qui faisait de Cuba une semi-colonie des États-Unis. Ses articles et chroniques dans lesquels il mit en évidence les abus des partisans de l'annexion témoignent de sa ferme position conforme à l'héritage de José Martí.

## Mort
Juan Gualberto Gómez est mort le 5 mars 1933, à près de 80 ans. Ce fils d'esclaves avait acquis une place importante parmi les Cubains.
En son honneur, l'Union des Journalistes de Cuba a créé un prix annuel qui porte son nom.
L'aéroport international de Varadero a également reçu son nom.
Un village de la municipalité de Unión de Reyes (province de Matanzas, Cuba) porte son nom,.

## Antécédents
- Page avec autobiografía de Juan Gualberto Gómez